# The Guest (album)
The Guest è il secondo album discografico della rock band californiana Phantom Planet, pubblicato nel 2002.
Il disco è stato ristampato dalla Epic Records nel 2003.
Contiene la hit California, sigla della serie TV The O.C.

## Tracce
1. California – 3:14
2. Always On My Mind – 3:27
3. Lonely Day – 3:40
4. One Ray of Sunlight – 4:43
5. Anthem – 4:21
6. In Our Darkest Hour – 3:02
7. Turn, Smile, Shift, Repeat – 5:22
8. Hey Now Girl – 2:35
9. Nobody's Fault – 3:23
10. All Over Again – 4:19
11. Wishing Well – 2:03
12. Something Is Wrong – 4:21

Bonus track edizione 2003
1. California (Demo) – 3:16
2. Always On My Mind (London Version) – 3:22
3. The Guest (Live at the Troubadour) – 3:43
4. This Is What You Get (Demo) – 4:08

## Formazione
- Alex Greenwald - voce, chitarra
- Sam Farrar - basso, cori
- Jacques Brautbar - chitarra
- Darren Robinson - chitarra
- Jason Schwartzman - batteria